# Saint-Priest (Ardèche)
Saint-Priest település Franciaországban, Ardèche megyében. Lakosainak száma 1337 fő (2022. január 1.). Saint-Priest Freyssenet, Gourdon, Pourchères, Privas, Saint-Étienne-de-Boulogne, Saint-Laurent-sous-Coiron és Veyras községekkel határos.

## Népesség
A település népessége az elmúlt években az alábbi módon változott:
| Lakosok száma | 486  | 749  | 968  | 1194 | 1265 | 1212 | 1200 | 1280 | 1320 | 1337 |
|               | 1968 | 1982 | 1990 | 2006 | 2013 | 2015 | 2017 | 2019 | 2020 | 2022 |